# Fulda (Indiana)
Fulda ist eine Siedlung im Spencer County im Süden des US-Bundesstaates Indiana. Sie wurde 1845 vom aus Kentucky kommenden Milton Jackson (1804–1886) gegründet und hat heute rund 200 Einwohner.
Im Jahr 1847 wurde vom kroatischen Pater Joseph Kundek (1810–1857) die erste kleine St. Bonifatius-Kirche in Form eines Blockhauses für die zumeist deutschen Einwanderer erbaut und damit die katholische Pfarrei St. Boniface konstituiert. Den ersten Gottesdienst feierte man am 5. Juni 1847, dem Gedenktag des Heiligen Bonifatius. Eine neue Kirche St. Boniface erbaute man ab 1865 in Ziegelbauweise. Diese weihte 1866 Prior Martin Marty OSB von St. Meinrad ein. Ein großes Bild von 1877 am Hochaltar stellt den Tod des Heiligen Bonifatius dar, ein weiteres zeigt die Grundsteinlegung des Fuldaer Klosters. Das Gotteshaus ist im National Register of Historic Places verzeichnet.